# Trận Amami-Ōshima
Trận Amami-Ōshima, còn được gọi là Sự kiện tàu gián điệp ở vùng biển Tây Nam đảo Kyūshū (Kanji: 九州南西海域工作船事件, Romaji: Kyūshū-Nansei-kaiiki-kōsakusen-jiken), là một cuộc đối đầu 6 tiếng đồng hồ giữa tàu tuần tra của Lực lượng Bảo vệ bờ biển Nhật Bản và một tàu vũ trang của Cộng hòa Dân chủ Nhân dân Triều Tiên (Bắc Triều Tiên), diễn ra gần đảo Amami Ōshima trên biển Hoa Đông. Cuộc chạm trán đã kết thúc bằng việc Nhật Bản đánh chìm tàu Bắc Triều Tiên, mà sau đó chính quyền Nhật Bản tuyên bố xác định là tàu gián điệp. Cuộc đụng độ này diễn ra bên ngoài lãnh hải Nhật Bản nhưng trong vùng đặc quyền kinh tế, tức một khu vực mở rộng 200 hải lý (370,4 km) tính từ đường cơ sở của Nhật Bản, là nơi mà Nhật Bản có đặc quyền về khai thác nguồn lợi thủy sản và khoáng sản.

## Bối cảnh
Một tàu đánh cá vũ trang không xác định bị phát hiện ở vùng biển Nhật Bản vào ngày 21 tháng 12 năm 2001 bởi một trạm liên lạc ở Kikaijima, Kagoshima, do Trụ sở tình báo quốc phòng Nhật Bản quản lý. Trước đó vào năm 1999, một tàu Bắc Triều Tiên khác đã bị Lực lượng Cảnh sát biển Nhật Bản bắt gặp và bị quy là tàu gián điệp mặc dù Bắc Triều Tiên phủ nhận.

## Trận đánh

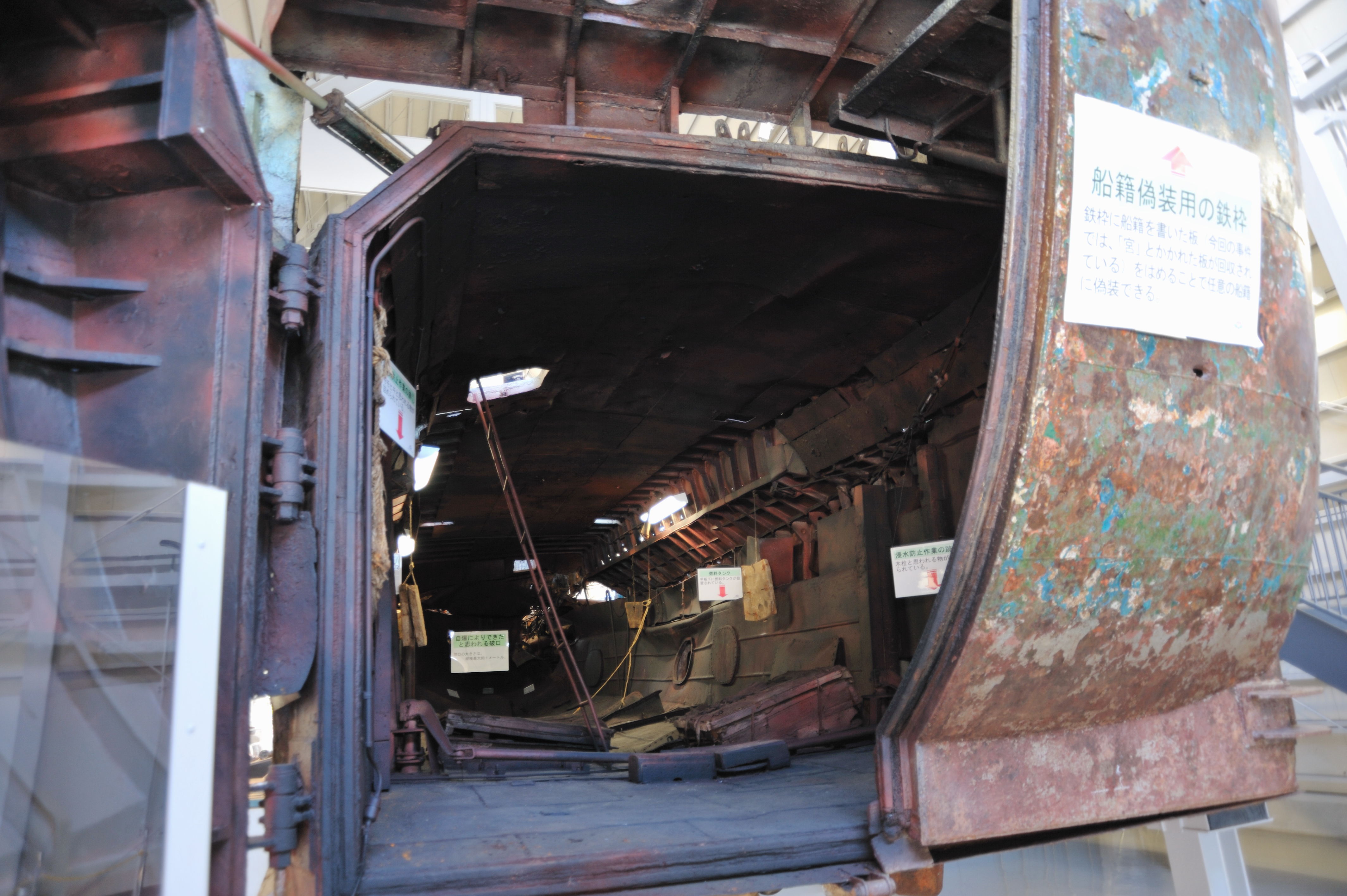
Phía đuôi tàu thám hiểm gián điệp Bắc Triều Tiên.

Sáng sớm hôm sau, con tàu bị 4 tàu tuần duyên Nhật Bản truy đuổi. Họ đã ra lệnh dừng lại và bắn 25 phát cảnh báo vào tàu khi các lệnh đó bị bỏ qua. Một trận đấu súng kéo dài sáu giờ sau đó, trong đó hai bên bắn ra hơn 1.000 phát súng máy; lính Bắc Triều Tiên được cho là đã sử dụng các bệ phóng tên lửa vác vai. Tàu đánh cá của Bắc Triều Tiên trong bị trúng một số đạn 20 mm. Một số vụ nổ không liên quan trực tiếp đến các cuộc tấn công của Nhật đã làm rung chuyển con tàu trước khi nó bị chìm. Theo báo The Guardian, "người ta thấy mười lăm người sống sót bám vào một phao biển, nhưng các tàu Nhật Bản đã được lệnh phải bỏ qua họ vì sợ rằng họ sẽ sử dụng vũ lực để chống lại việc bị bắt". Hai thi thể được tìm thấy; 13 người bị tuyên bố mất tích và bị cho là đã chết vài ngày sau đó.

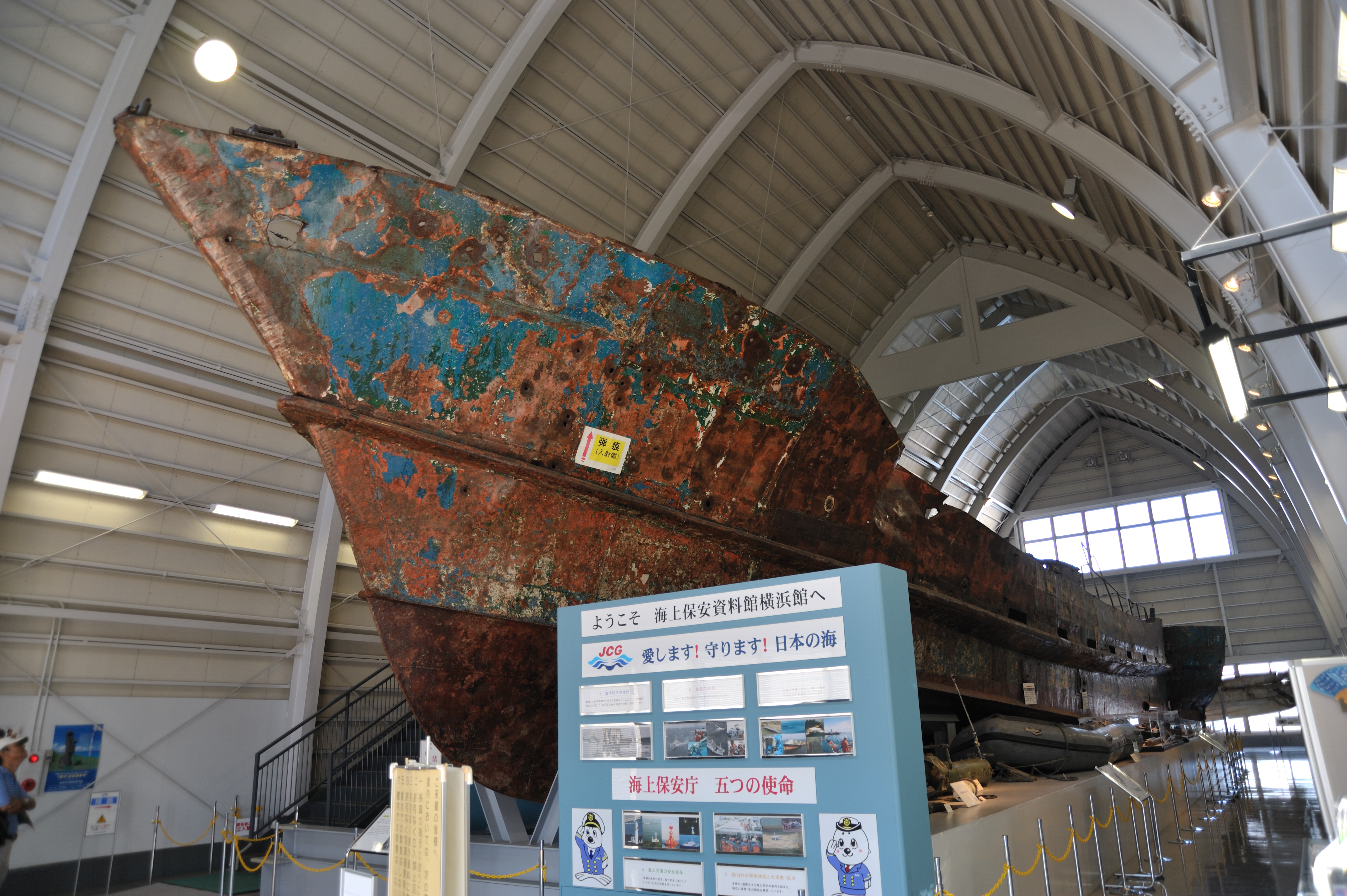
Tàu được trưng bày tại cơ sở phòng chống thiên tai biển Yokohama

Các đơn vị nội vụ đặc biệt đã được huy động để lên tàu, nhưng đã không làm như vậy là họ đã phải chờ đợi lệnh chính thức từ Cơ quan Quốc phòng Nhật Bản. Con tàu bị chìm trước khi những mệnh lệnh đó đến.
Diễn tiến được ghi lại trên video từ các tàu tuần duyên Nhật Bản.

## Hậu quả
Năm 2003, tàu đánh cá đã được người Nhật trục vớt lên để xác nhận nguồn gốc và mục đích. Kết quả kiểm tra thân tàu cho thấy rằng tàu có nguồn gốc từ Bắc Triều Tiên và rất có thể là một tàu xâm nhập - gián điệp. Người ta tiết lộ rằng con tàu được ngụy trang như một chiếc thuyền đánh cá Trung Quốc hoặc Nhật Bản và có thể đã chạy với tốc độ 33 knot (61 km/h), nhanh hơn nhiều so với bất kỳ tàu đánh cá thương mại nào. Con tàu cũng có một cái hố kép ẩn ở đuôi tàu được sử dụng như một cánh cửa ra cho xuồng cao tốc. Sau khi cơ bản hoàn thành việc kiểm tra, Nhật Bản cho trưng bày thân tàu tại Bảo tàng Bảo vệ Bờ biển Nhật Bản Yokohama tại thành phố Yokohama, về sau trở thành một điểm du lịch nổi tiếng.

### Trích dẫn
1. 1 2 3 4  "Japan Says a Mystery Boat Fired Rockets at Its Ships". The New York Times. ngày 25 tháng 12 năm 2001. Truy cập ngày 13 tháng 6 năm 2018.
2. 1 2 3  "Archived copy". Bản gốc lưu trữ ngày 1 tháng 12 năm 2005. Truy cập ngày 13 tháng 6 năm 2018.{{Chú thích web}}:  Quản lý CS1: bản lưu trữ là tiêu đề (liên kết)
3. 1 2 3 4 5  "Japan defiant over boat sinking". The Guardian. ngày 24 tháng 12 năm 2001. Truy cập ngày 13 tháng 6 năm 2018.
4. ↑  "North Korean Provocative Actions, 1950-2007" (PDF). Congressional Research Service. ngày 20 tháng 4 năm 2007. Truy cập ngày 13 tháng 6 năm 2018.
5. ↑  "Japan announces sunken boat was N. Korean spy ship". BNET. ngày 7 tháng 10 năm 2002. Truy cập ngày 13 tháng 6 năm 2018.
6. ↑  "Japan says 'spy ship' fired rockets". BBC News. ngày 25 tháng 12 năm 2001. Truy cập ngày 29 tháng 1 năm 2009.
7. ↑  "Japan's Secret SIGINT Organizations: Focusing On North Korea". Bản gốc lưu trữ ngày 15 tháng 9 năm 2007. Truy cập ngày 13 tháng 6 năm 2018.
8. ↑  "Japan Gives Up Chase of Suspected N. Korean Spy Ships". Los Angeles Times. ngày 25 tháng 3 năm 1999. ISSN 0458-3035. Truy cập ngày 13 tháng 6 năm 2018.
9. ↑  "Japan fires on 'intruding' boat". BBC News. ngày 22 tháng 12 năm 2001. Truy cập ngày 13 tháng 6 năm 2018.
10. ↑  "North Korea's espionage operations in Japan". Japanese National Police Agency (bằng tiếng Nhật). ngày 1 tháng 12 năm 2005. Bản gốc lưu trữ ngày 23 tháng 3 năm 2011. Truy cập ngày 13 tháng 6 năm 2018.
11. ↑  "Suspected NK Spy Ship Sunk in East China Sea". The Chosun Ilbo. ngày 23 tháng 12 năm 2011. Truy cập ngày 13 tháng 6 năm 2018.
12. ↑  "Japanese Coast Guard vs. north korean spy trawler!". Live Leak. ngày 27 tháng 8 năm 2007. Truy cập ngày 13 tháng 6 năm 2018.
13. ↑  McDonald 2007, tr. 104.

### Tiểu sử
- McDonald, Scott (2007). Propaganda and information warfare in the twenty-first century: altered images and deception operations. Routledge. ISBN 0-415-77145-5.